# Paul Henri Thiry d'Holbach
Paul Henri Thiry, barón de Holbach, nacido como Paul Heinrich Dietrich von Holbach (Edesheim, 8 de diciembre de 1723 – París, 21 de enero de 1789), fue un escritor, filósofo y enciclopedista franco-alemán. Fue una figura prominente en la Ilustración francesa.
Nació en Edesheim, cerca de Landau, en el Palatinado Renano, pero vivió y trabajó principalmente en París, donde mantuvo un salón literario. Holbach es conocido por su ateísmo. Fue autor de una serie de panfletos anticlericales y voluminosos escritos contra la religión que reflejan el materialismo francés mecanicista con los progresos de las ciencias naturales. Los más famosos de ellos son: Christianisme dévoilé (1761) y Système de la nature (1770). Según Émile Faguet, Holbach fue «el padre de toda la filosofía y de todas las polémicas antirreligiosas de finales del siglo XVIII y de la primera mitad del XIX».
Según su pensamiento, la materia es eterna y la base determinante de cualquier fenómeno; defendía el determinismo, donde la libertad es una ilusión; se adscribía el sensualismo y la religión es consecuencia de la ignorancia explotada por el despotismo. Estas citas suyas exponían claramente que consideraba todas las doctrinas religiosas como instrumentos del absolutismo y por tanto era enemigo de todas. Fue uno de los colaboradores de la Encyclopédie, una de las máximas expresiones de la Ilustración, en la que colaboró con conceptos de química, metalurgia o geología.
Jean-Jacques Rousseau comentó que D'Holbach podía mantener su posición entre los estudiosos, ya que era culto e ilustrado. Diderot apoyó de forma entusiasta su libro Système de la nature. Su pensamiento fue influyente en figuras como Jean-Paul Marat, Georges Danton, Marqués de Sade, Camille Desmoulins, Joseph Priestley, William Godwin, Percy Shelley, David Hume, Immanuel Kant y Karl Marx.

## Infancia y juventud

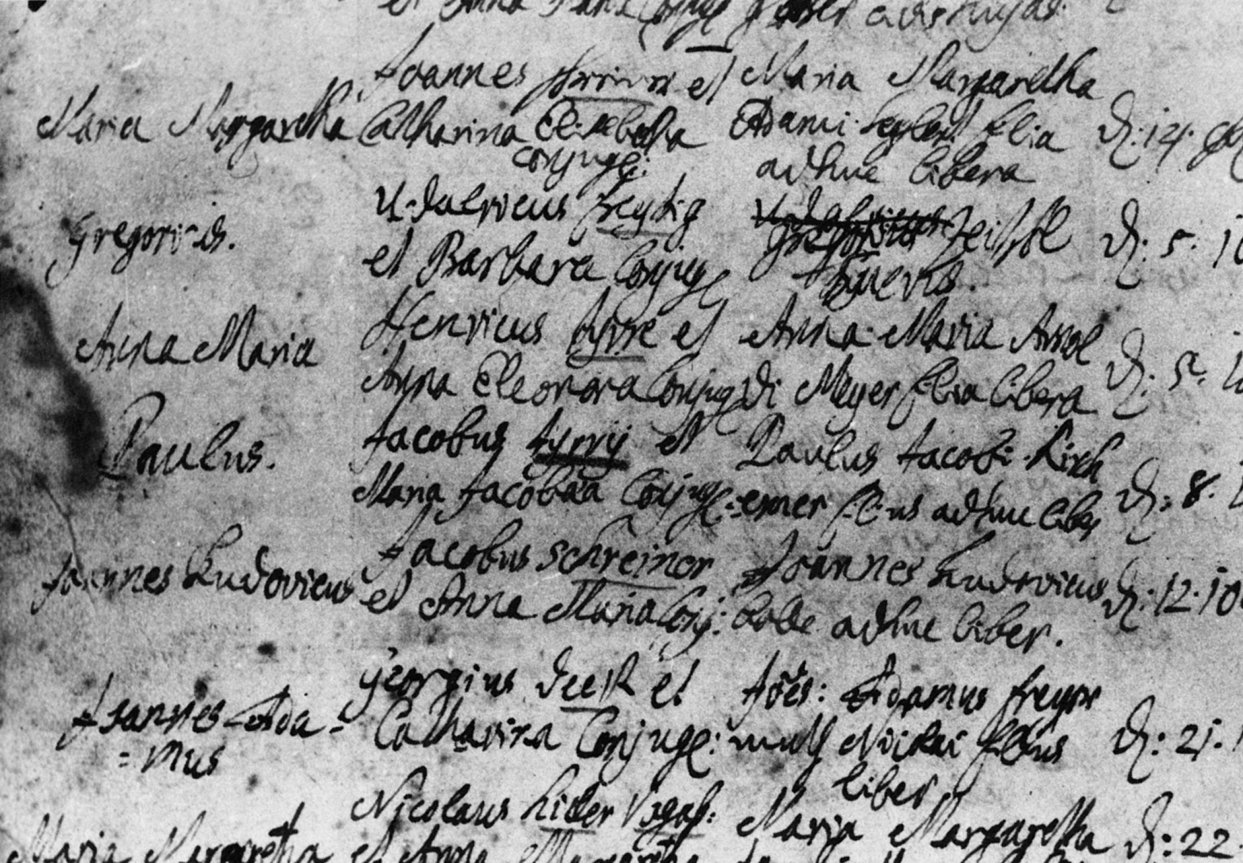
Parte del certificado de nacimiento de D'Holbach.

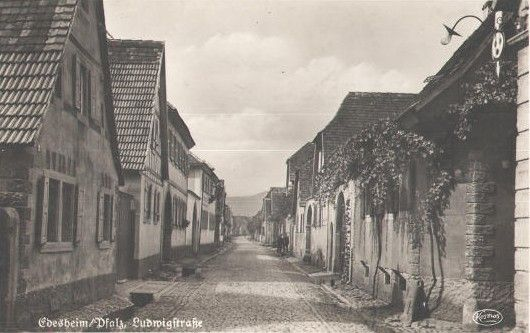
Vista de la Ludwigstrasse en Edesheim. El lugar de nacimiento de Paul Henri Thiry d'Holbach se encontraba en el n.° 4. La imagen corresponde a una postal de 1940.

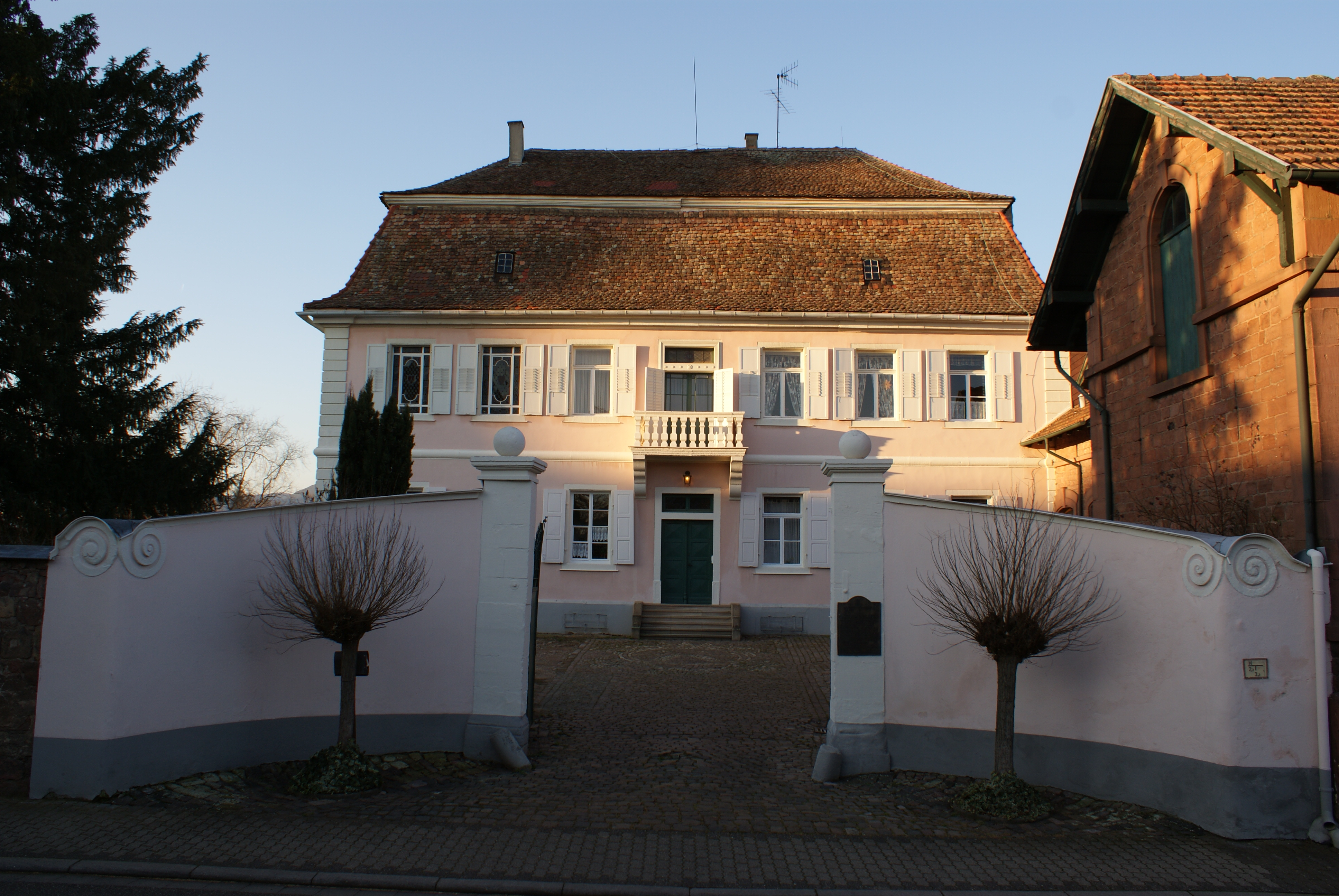
La casa de Franz Adam Holbach (o Adam François d'Holbach) en Edesheim, Schloss Kupperwolf.

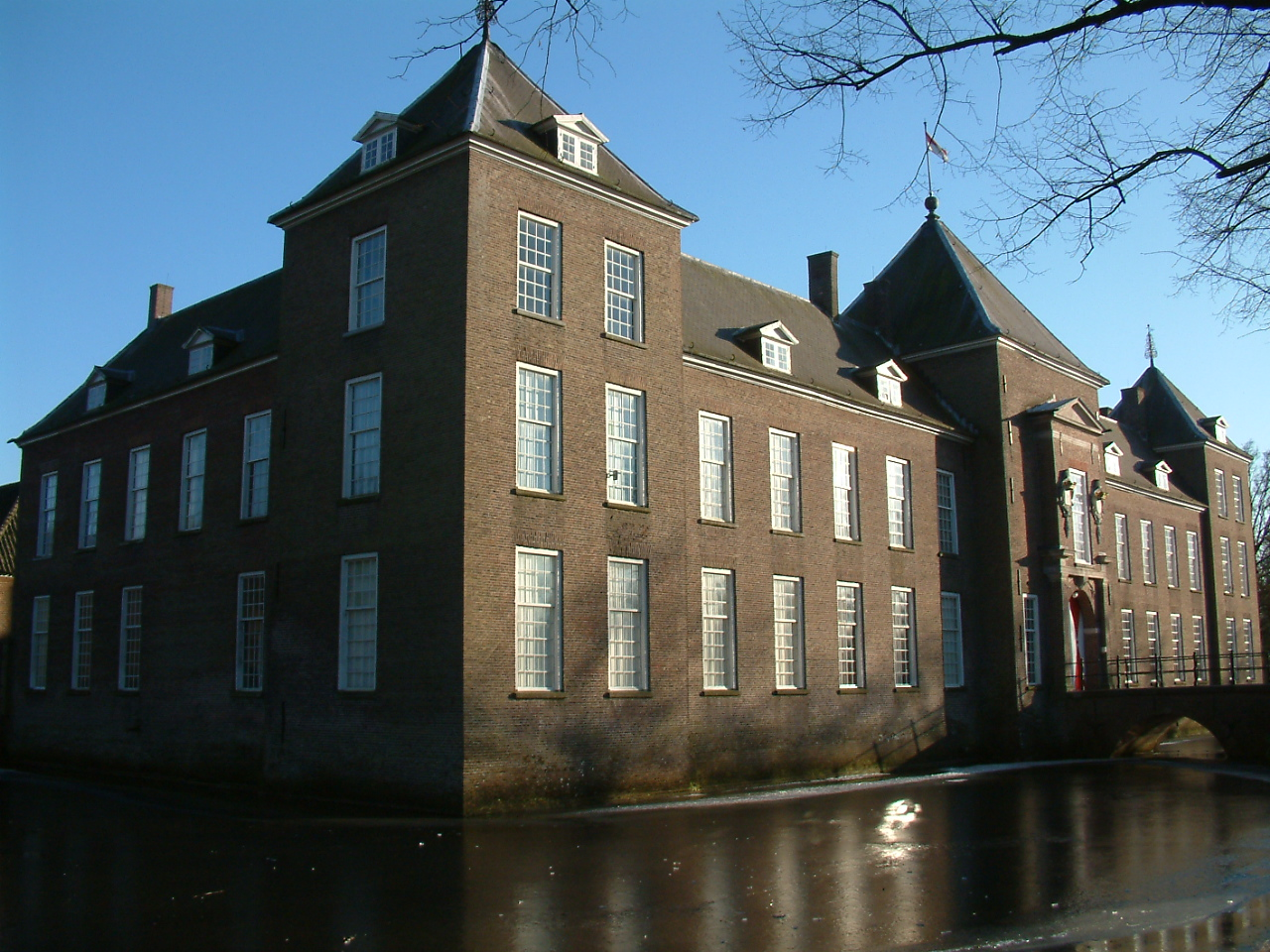
El castillo de Heeze, desde el año 1733 en posesión de François Adam d'Holbach. En 1735, se erigieron algunos edificios adicionales. Paul Henri Thiry heredó esta finca en 1750.

D'Holbach, hijo de un acomodado viticultor del Palatinado, fue adoptado cuando apenas tenía cinco años por un tío suyo que acababa de adquirir en aquel momento un título de nobleza, el barón Franz Adam d'Holbach. Gracias a eso pudo educarse en las mejores escuelas del momento, matriculándose en la Universidad de Leiden (Países Bajos) en 1744. Allí conoce a John Wilkes, de quien se hace amigo.
D'Holbach permanecerá en Leiden hasta finales de 1748, momento en el que pone rumbo a París. Al año siguiente se casa con su prima segunda Basiele-Geneviève d'Aine, con la que pasa a vivir en su piso de la calle Royale Saint-Roch, cerca del Palacio del Louvre, y donde empezarán a tomar forma las reuniones semanales (los jueves y los domingos) que darán fama a D'Holbach.
D'Holbach poseería una gran fortuna a lo largo de su vida. En 1754, su mujer murió por causas desconocidas. El consternado D'Holbach se mudó entonces fuera de París durante un breve período con su amigo Frédéric-Melchior Grimm, y al año siguiente recibió una dispensación especial del papa para casarse con la hermana de su fallecida esposa, Charlotte-Suzanne d'Aine (1733–1814). Tuvieron un hijo, Charles-Marius (1757–1832), y dos hijas, Amélie-Suzanne (13 de enero de 1759) y Louise-Pauline (19 de diciembre de 1759–1830).

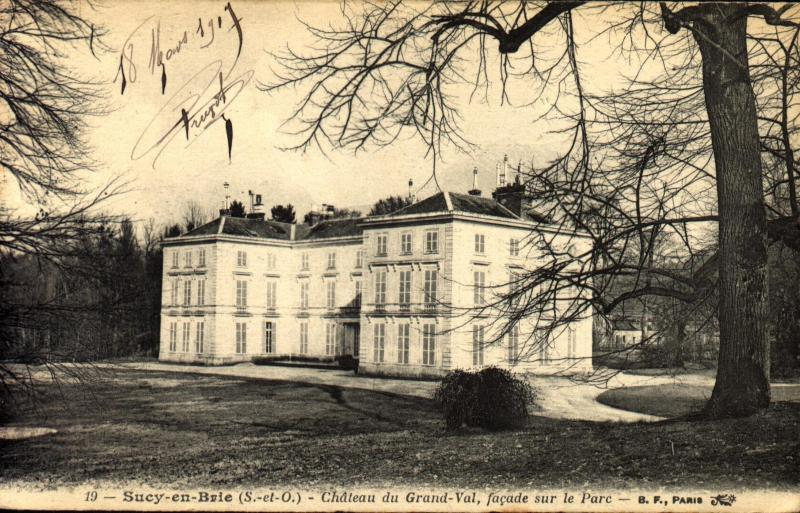
El castillo de Grand-Val; vista desde el parque.

Durante los meses de verano, el barón escapaba del calor y la humedad de París a su finca campestre en Grandval, Le Château de Grand-Val (Sucy-en-Brie, hoy en día el n.° 27 de rue du Grand-Val, a las afueras de París (Val-de-Marne). Allí invitaba a sus amigos para que residieran durante unos días o semanas, y todos los años invitaba a Denis Diderot.
D'Holbach era conocido por su generosidad, proporcionando en muchas ocasiones apoyo financiero de forma discreta o anónima a sus amigos, entre ellos Diderot. Se piensa que el virtuoso ateo Wolmar, en la novela de Jean-Jacques Rousseau Julia, o la nueva Eloísa, está basado en D'Holbach.
Holbach murió en París el 21 de enero de 1789, unos meses antes del estallido de la Revolución francesa. La autoría de sus variados trabajos antirreligiosos no fue ampliamente conocida hasta comienzos del siglo XIX. Irónicamente fue enterrado en la iglesia de Saint-Roch, en París, aunque la localización de su tumba se desconoce.

## Trayectoria vital
Fue uno de los colaboradores de la Encyclopédie, para la cual redactó 376 entradas sobre conceptos de química, metalurgia, geología y otros temas; también tradujo del alemán una treintena de tratados de estas mismas materias, por todo lo cual fue admitido en las Academias de Berlín (1754), Mannheim (1766) y San Petersburgo (1780). Era partidario de la Ilustración y amigo de varios otros filósofos, entre los que se encontraban Rousseau, el barón Von Grimm y Buffon. Estos se reunían en su casa para comer dos veces por semana en la llamada coterie holbachique («camarilla de Holbach»), reuniones de salón en casa de D'Holbach presididas por Diderot (éste se refería a dichos encuentros como «las cenas de la sinagoga» por la seriedad de sus planteamientos) a las cuales también se les unían aquellos extranjeros famosos que pasaran por la ciudad, como Adam Smith y David Hume, y que contribuyeron a generar el caldo de cultivo intelectual en el que se fraguó la Revolución francesa.
Tras morir durante un parto su esposa en 1754, emprende un viaje por diferentes lugares de Europa de la mano de su amigo Frédéric-Melchior Grimm, y a la vuelta se casa con una hermanastra de su mujer, Charlotte-Susanne d'Ainne. Ese mismo año de 1754 fallecen también su tío y su suegro, por lo que Holbach heredó una cuantiosa fortuna que le permitirá dedicarse en adelante por entero a actividades intelectuales.

### Pensamiento filosófico
Según D'Holbach, la materia es eterna y la base determinante de cualquier fenómeno. La libertad es una ilusión, la religión una consecuencia de la ignorancia explotada por el despotismo. Estas citas suyas exponían claramente que consideraba a todas las doctrinas religiosas como instrumentos del absolutismo y por lo tanto era enemigo de todas ellas.
En 1761 publicó, bajo el pseudónimo de Feu M. Boulanger («Difunto señor Boulanger», en homenaje a su difunto amigo Nicolas Antoine Boulanger) el libro El cristianismo desenmascarado o Examen de los principios y de los efectos de la religión cristiana (1767).
También escribió el Sistema de la naturaleza (1770) y La moral universal (1776). Su ópera prima, Sistema de la naturaleza, fue publicada bajo el pseudónimo de Jean-Baptiste de Mirabaud e incluida en el Índice de libros prohibidos. En ella se muestra a sí mismo como un materialista radical, ateo decidido y muy influido por filósofos innovadores como Hobbes, Locke, Condillac y La Mettrie. Además, afirmaba que la materia posee movimiento y hasta capacidad de pensamiento. Cree que el hombre es sólo un ser natural y, por tanto, físico, que está sometido a las mismas leyes materiales que el resto del universo. También creía que una voluntad libre no puede ser admitida en este universo que se rige por la necesidad; que la sensibilidad es característica sólo de una materia en especial (la animal) y que el alma como principio vital inmaterial no existe.

## Salón de D'Holbach

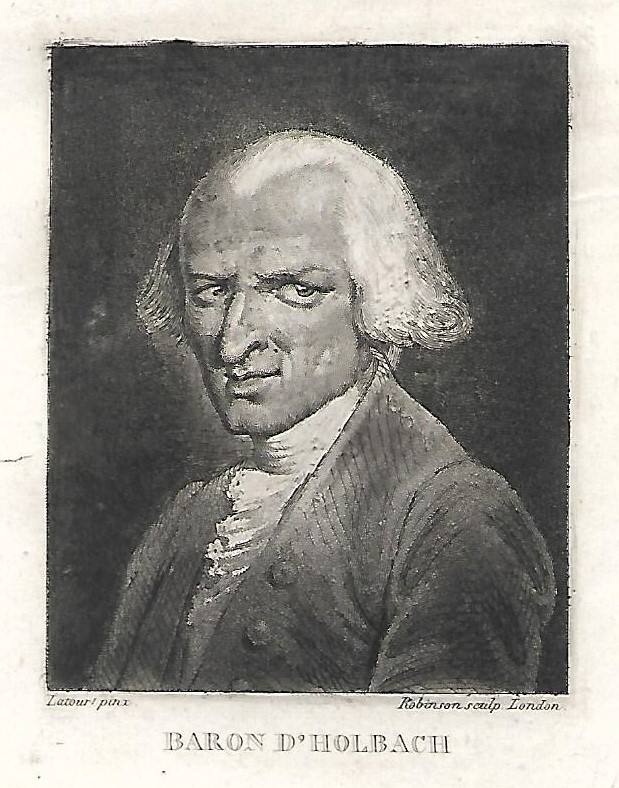
Retrato del barón D'Holbach. Latour & Robinson (1835). En (E)mancipa-Ment, Cullera (Valencia).

Entre 1750 y 1780, el barón D'Holbach empleó su riqueza para mantener uno de los más notables y pródigos salones parisinos, que pronto se convirtió en un importante lugar de encuentro para los colaboradores de la Encyclopédie.
Los encuentros tenían lugar de forma regular dos veces por semana, los domingos y los jueves, en la casa de D'Holbach en la calle Royale. Los visitantes del salón eran exclusivamente hombres, y el tono de las discusiones era intelectual, en muchas ocasiones abordando temas de forma más amplia que en otros salones. Esto, junto con la excelente comida, los carísimos vinos y la amplia biblioteca del anfitrión, de más de tres mil volúmenes, atrajo a visitantes notables. Entre los asistentes regulares se podría citar a: Diderot, Grimm, Condillac, Condorcet, D'Alembert, Marmontel, Turgot, La Condamine, Raynal, Helvétius, Galiani, Morellet, Naigeon y, durante un tiempo, Jean-Jacques Rousseau. El salón también fue visitado por prominentes intelectuales británicos, entre ellos Adam Smith, David Hume, John Wilkes, Horace Walpole, Edward Gibbon, David Garrick, Laurence Sterne; el italiano Cesare Beccaria y el americano Benjamin Franklin.
André Morellet, un visitante regular del salón, lo describió así: 

el lugar para escuchar las más libres, más animadas y más instructivas conversaciones que jamás haya existido... en lo que respecta a filosofía, religión, y el gobierno; los cumplidos ligeros no tienen lugar aquí.

En una historia frecuentemente narrada acerca de una discusión que había tenido lugar en el salón de D'Holbach, David Hume se había cuestionado si los ateos realmente existían, a lo que D'Holbach clarificó que Hume estaba sentado a la mesa con diecisiete ateos.

## Escritos

### Contribución a laEncyclopédie
D'Holbach escribió y tradujo un gran número de artículos para la Encyclopédie, en temas que iban desde la política y la religión, a la química, metalurgia y geología, principalmente de fuentes alemanas. Como alemán convertido en un ciudadano francés, llevó a cabo la traducción al francés de muchos de los trabajos de sus contemporáneos alemanes acerca de la filosofía natural. En total, entre 1751 y 1765 contribuyó al proyecto con cerca de cuatrocientos artículos, principalmente acerca de temas científicos, siendo también el editor de varios volúmenes sobre filosofía natural. D'Holbach también pudo haber escrito varias entradas desdeñosas con las religiones no cristianas, con la intención de criticar veladamente al cristianismo en sí mismo.

### Trabajos contra la religión

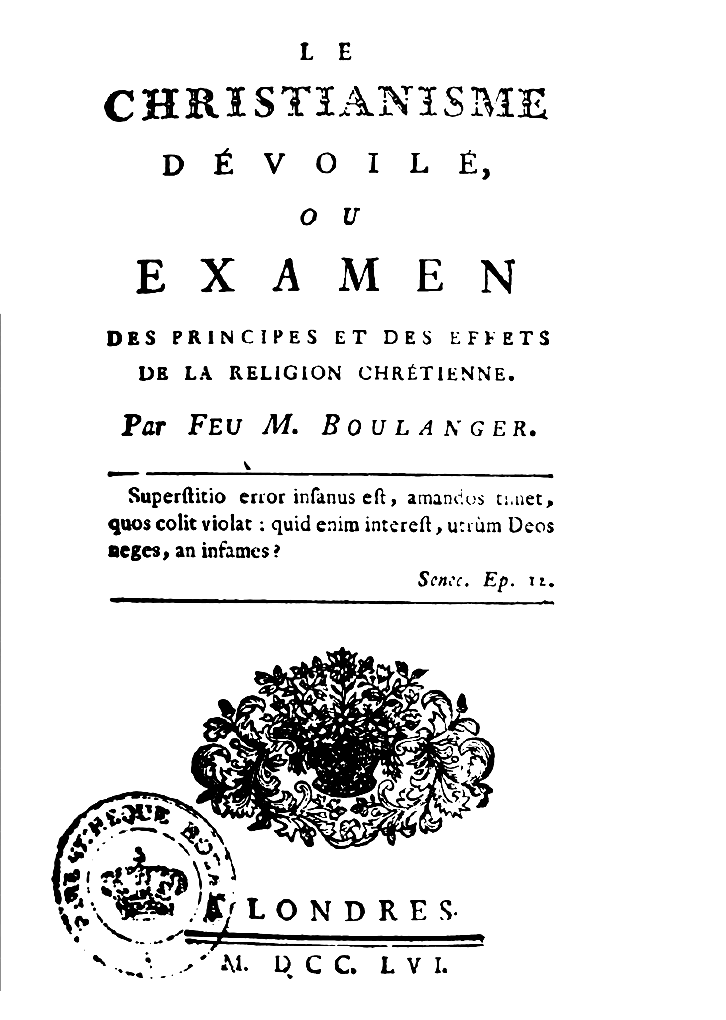
Le christianisme dévoilé, 1766.

A pesar de sus numerosas e importantes contribuciones a la Encyclopédie, D'Holbach es sobre todo conocido hoy por sus escritos filosóficos, los cuales fueron todos publicados de forma anónima o bajo seudónimo, e impresos fuera de Francia, normalmente en Ámsterdam por el editor Marc-Michel Rey. Su filosofía era expresamente materialista y atea, y hoy en día es clasificada dentro del movimiento filosófico llamado materialismo francés. En 1761 apareció Christianisme dévoilé (El cristianismo al descubierto), en el que atacaba el cristianismo y la religión en general como un impedimento para la mejora moral de la humanidad. El deísta Voltaire, que negó la autoría del libro, hizo pública su aversión a la filosofía de D'Holbach, escribiendo que «[su trabajo] se opone enteramente a mis principios. Este libro lleva a una filosofía ateísta que yo detesto». El cristianismo al descubierto fue seguido por otros trabajos, entre los que destacan La Contagion sacrée (El contagio sagrado, 1768), Théologie portative (Teología portátil, 1768) y Essai sur les préjugés (Ensayo sobre los prejuicios, 1770). D'Holbach fue ayudado en estos proyectos por Jacques-André Naigeon, que después se convertiría en su albacea literario.

### Sistema de la naturaleza

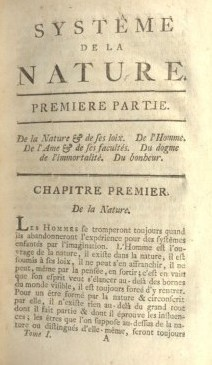
Système de la nature, 1770.

En 1770, D'Holbach publicó su libro más famoso, Sistema de la naturaleza (Le Système de la nature), bajo el pseudónimo de Jean-Baptiste de Mirabaud, el secretario de la Academia de Ciencias de Francia, que había fallecido diez años antes. Negando la existencia de una deidad, y negándose a admitir como evidencia cualquier argumento a priori, D'Holbach veía el universo como nada más que materia en movimiento, guiada por las inexorables leyes naturales de causa y efecto. No hay, escribió, «ninguna necesidad de recurrir a poderes sobrenaturales para explicar la formación de las cosas».
Sistema de la naturaleza es un largo y extenso trabajo que presenta una detallada visión naturalista del mundo. Algunos de los estudiosos de D'Holbach han apuntado que Denis Diderot era un amigo personal muy próximo, y no está claro hasta qué punto D'Holbach se vio influenciado por él. De hecho, Diderot pudo haber sido posiblemente el autor de varias partes de Sistema de la naturaleza. En cualquier caso, independientemente del grado de la contribución de Diderot a Sistema de la naturaleza, es sobre la base de este trabajo que la filosofía de D'Holbach ha sido bautizada «la culminación del materialismo y el ateísmo francés». D'Holbach cito las observaciones de John T. Needham sobre generación espontánea de animales en el trigo en su obra, diciendo que «producir un hombre... no sería más maravilloso que un insecto de harina y agua». Aunque la generación espontánea se demostró como falsa, el argumento muestra que si la vida fuese un producto de la naturaleza, no se requeriría de un diseñador.
Los objetivos de D'Holbach para desafiar a la religión era principalmente morales: veía las instituciones del cristianismo como un gran obstáculo para la mejora de la sociedad. Para él, la base de la moralidad debían ser buscados no en las Escrituras sino en la felicidad: «Sería inútil y casi injusto insistir en que un hombre fuera virtuoso si no lo puede ser sin ser infeliz. Mientras el vicio le haga feliz, debe amar el vicio». El radicalismo de D'Holbach planteaba que el ser humano era motivado fundamentalmente por la consecución del interés propio bien entendido, que era lo que entendía por sociedad, en lugar de buscar la vacía y egoísta gratificación de las puras necesidades individuales. El capítulo 15 de la parte I de Sistema de la naturaleza se titula «Del verdadero interés del hombre, o de las ideas que se forma a sí mismo de la felicidad. — El hombre no puede ser feliz sin virtud».

Los escritos explícitamente ateos y materialistas del Sistema de la naturaleza presentaban un núcleo de ideas radicales que muchos contemporáneos, tanto eclesiásticos como filósofos encontraban perturbador, lo que motivó una fuerte reacción. La Iglesia católica de Francia amenazó a la corona con retirar su apoyo financiero a menos que suprimiera de forma efectiva la circulación del libro. La lista de autores que escribieron refutaciones al trabajo de D'Holbach fue larga. El prominente teólogo católico Nicolas-Sylvestre Bergier escribió una refutación titulada Examen du matérialisme (El materialismo examinado). Voltaire cogió su pluma de forma apresurada para refutar la filosofía del Sistema en un artículo titulado «Dieu» («Dios») en su Dictionnaire philosophique, mientras que Federico el Grande también respondió al mismo. Sus principios están resumidos en una forma más popular en el libro Bon Sens, on idées naturelles opposees aux idées surnaturelles (El buen sentido, o ideas naturales opuestas a lo sobrenatural, Ámsterdam, 1772)

### Política y moral

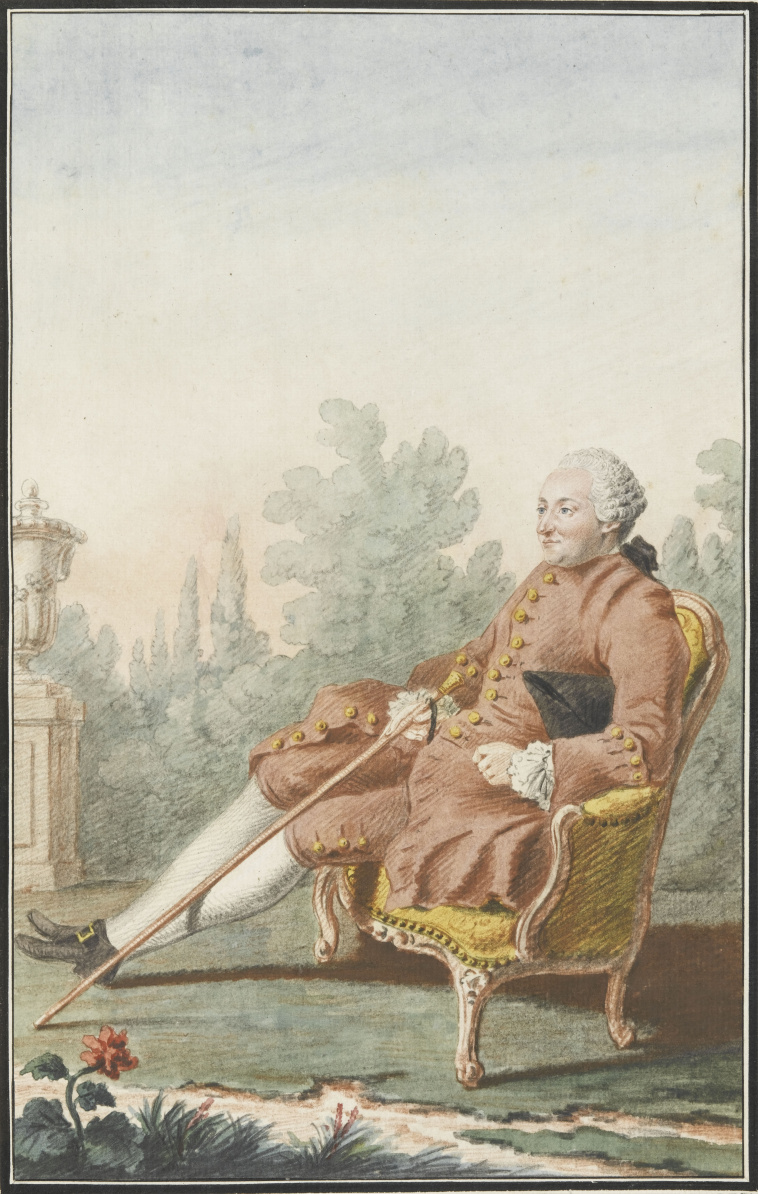
El barón de Holbach, retratado por Louis Carmontelle (1766).

En sus últimos trabajos, la atención de D'Holbach se apartó en gran medida de la metafísica religiosa, hacia cuestiones políticas y morales. En Système social (Sistema social, 1773), Politique naturelle (Política natural, 1773–1774) y Morale universelle (Moral universal, 1776) intenta describir un sistema moral en lugar del sistema cristiano al que había atacado tan ferozmente, pero estos escritos tardíos no fueron tan populares o influyentes como sus trabajos anteriores. D'Holbach era muy crítico con los abusos de poder en Francia y en el extranjero. No obstante, al contrario que el espíritu revolucionario de su tiempo, pidió a las clases educadas que reformaran el sistema corrupto de gobierno, y advirtió contra la revolución, la democracia y el gobierno de la muchedumbre.
Sus posturas políticas y éticas se vieron influenciadas por el materialista británico Thomas Hobbes. D'Holbach había traducido personalmente la obra de Hobbes De homine (Del hombre) al francés. La ética de Holbach es racionalista, materialista y eudemonista. Como racionalista y materialista, D'Holbach pretende demostrar que la moral no solo es posible sino preferible sin referencia religiosa, basándose únicamente en observaciones científicas de la naturaleza del ser humano. Como eudemonismo, su moral se basa en la búsqueda de la felicidad por parte de cada persona.

Hay una ciencia que tiene por objeto sólo cosas incomprensibles. Contrariamente a todas las demás ciencias, trata solo de lo que no puede caer bajo nuestros sentidos. Hobbes lo llama el reino de las tinieblas. Es un país donde todo se rige por leyes contrarias a las que la humanidad puede conocer en el mundo que habita. En esta maravillosa región, la luz es solo oscuridad; la evidencia es dudosa o falsa; las imposibilidades son creíbles: la razón es una guía engañosa; y el buen sentido se convierte en locura. Esta ciencia se llama teología, y esta teología es un insulto continuo a la razón del hombre.

La moral es para D'Holbach «un arte de vivir bien con los hombres». Considera que la observación de las leyes de la naturaleza humana permiten ver que todo ser humano trata de preservar su existencia y buscar su felicidad. Para lograr esto, las tres reglas más fundamentales que guían el comportamiento de un individuo son la preservación de su libertad, propiedad y seguridad. Cualquier intento de abordarlo conlleva una reacción defensiva y, por tanto, una violencia que fractura el cuerpo social. Por tanto, estas reglas fundamentales deben ser respetadas, y este es el papel de cualquier moralidad. No se necesita religión para entenderlo e incluso algunas religiones lo atacan.
Mientras no ataque a los demás, el individuo debe estar libre de sus opciones. En general, los intereses de los hombres es lo que consideran «lo que deben hacer o de lo que deben abstenerse para el mantenimiento de una asociación necesaria para su propia felicidad». En este asunto, Holbach también una distinción clásica en la filosofía racionalista desde el siglo XVII entre la libertad interior y la libertad social. Holbach difícilmente cree que somos internamente libres de nuestras elecciones, pues él era un fatalista y determinista; y sostenía que nos guiamos por nuestra naturaleza, nuestra educación, los eventos que encontramos. Solo cuando el hombre se conoce a sí mismo y conoce las causas que lo determinan, puede cambiar, transformar. Es importante entonces desarrollar la educación para modificar estas limitaciones. Por otro lado, la libertad de acción y expresión es fundamental para no constreñir y hacer sufrir a los seres humanos, y para poder acercarse lo más posible a la verdad científica: es en esta libertad social en la que se centra Holbach.
La cuestión del determinismo es, dado que los estoicos a menudo se oponen a la moralidad: ¿cómo definir y castigar a un culpable que no puede elegir sus acciones? Para D'Holbach, la respuesta está en la necesidad de protección de la sociedad: 

Si la sociedad tiene derecho a preservarse, tiene derecho a tomar los medios para hacerlo; estos medios son las leyes, que presentan a la voluntad de los hombres los motivos más adecuados para desviarlos de las acciones dañinas: ¿estos motivos no pueden tener nada que ver con ellos? La sociedad, por su propio bien, se ve obligada a quitarle el poder de dañarla. De cualquier fuente se originen sus acciones; sean libres o necesarios, los castiga cuando, tras presentarles motivos suficientemente poderosos para actuar sobre seres razonables, ve que estos motivos no han podido vencer los impulsos de su depravada naturaleza. Los castiga con justicia, cuando las acciones de las que los desvía son realmente perjudiciales para la sociedad; tiene derecho a castigarlos cuando sólo ordena o prohíbe cosas que sean conformes o contrarias a la naturaleza de los seres asociados para su mutuo bien.

 Así, la moral busca permitir la vida en sociedad al permitir que todos busquen su propia felicidad, evitando la violencia entre miembros del cuerpo social garantizando los derechos fundamentales. Los privilegios de la nobleza o del clero, así como la tiranía monárquica, son ataques directos contra los tres derechos naturales del hombre, y para D'Holbach son, por tanto, contrarios a toda moral razonable. El sistema moral de Holbach se basa en principios, pero es pragmático a diario. Valora el buen o mal carácter de una acción según el criterio de utilidad: virtud es lo que el juicio razonable de cada individuo y de sus pares puede definir como útil para el logro de su felicidad y la de sus semejantes.

Solo llamaremos virtud a lo que la experiencia, la reflexión, la razón nos muestren en todo momento, en todo lugar de acuerdo con la utilidad general y real de los habitantes de la tierra.

### Posturas económicas
En Sistema de la naturaleza, los tres volúmenes de Sistema social (1772), los dos volúmenes de Política natural (1772) y Etocracia (1776), D'Holbach plasmó sus posturas en el campo de la economía. Siguiendo a Locke, D'Holbach defendía la propiedad privada, y afirma que la riqueza es generada por el trabajo y todos debían tener derecho al producto de su trabajo. Apoya la teoría del laissez-faire: 

El gobierno no debe hacer nada para los mercaderes excepto dejarlos en paz. Ninguna regulación puede guiarlos en sus intereses mejor que su propio interés...El estado no le debe al comercio más que protección. Entre las naciones comerciales, aquellas que permiten a los sujetos la libertad más ilimitada podrán estar seguras de rebasar pronto al resto.

D'Holbach, no obstante, creía que el estado debía impedir la creación de una poderosa concentración de riqueza entre unos pocos individuos. También creía que la aristocracia hereditaria debía ser prohibida, argumentando que fomentaba la indolencia y la incompetencia. Criticaba la entonces preponderante política del gobierno francés de permitir que individuos recaudaran impuestos de forma privada, argumentando que los recaudadores de impuestos en muchas ocasiones extorsionaban el doble del dinero que debían recaudar de los ciudadanos. Expresó también la opinión de que los grupos religiosos debían ser organizaciones voluntarias sin ningún apoyo por parte del gobierno.

### Papel de la mujer

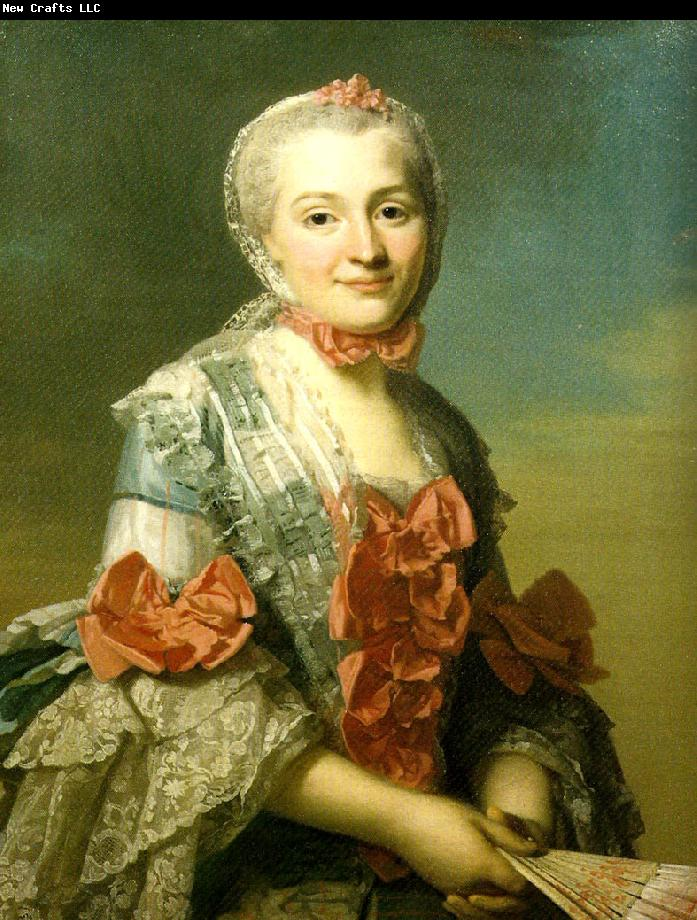
Retrato de M.^{me} Charlotte Suzanne d´Holbach, su segunda mujer. Pintura al óleo de Alexander Roslin (1718-1793).

La cuestión del papel de la mujer no está en el corazón de la filosofía de Holbach, sino su visión de la moral natural, que prohíbe hacer daño a los demás y valora la búsqueda de la felicidad, así como el lugar que le da a la libertad y la educación en la construcción de la virtud, la llevó a hacer una crítica bastante firme del destino de las mujeres en las sociedades de su tiempo. «En todos los países de la tierra, el destino de las mujeres es ser tiranizado». Después de describir la difícil situación de las mujeres en otras culturas desde un ángulo negativo, D'Holbach agrega: «El europeo, básicamente, a pesar de la aparente deferencia que tiene por las mujeres, ¿las trata de una manera más honorable? Al negarles una educación más sensata... ¿no les estamos mostrando un desprecio muy real? [...] Música, danza, adorno, postura, a eso se suele limitar la educación de un joven».
D'Holbach también critica los matrimonios concertados: «los padres inhumanos a menudo obligan a una niña a contraer compromisos que son más contrarios a su gusto; es llevada como víctima a los altares, y obligada a jurar allí un amor inviolable a un hombre por el que no siente nada [...] es devuelta al poder de un maestro». La consecuencia solo pueden ser disturbios, infidelidades que arruinan la armonía de los hogares y, en última instancia, la desgracia de los. Aquí encontramos una de las principales ideas de D'Holbach: la privación de libertad no trae orden social, sino revuelta y, por tanto, desorden.
La situación de las mujeres a las que se les niega la educación se ve agravada aún más por la pobreza: «¡A cuánto peligro la negligencia del gobierno y la falta de educación exponen a la hija del hombre común! [...] parece destinada [...] a convertirse en víctima de la prostitución». La clásica posición moral que atribuye la responsabilidad a la mujer pecadora se invierte aquí: «¿Hay un prejuicio más absurdo y cruel que el que condena a tantas criaturas débiles a la infamia perpetua, mientras los autores de sus faltas [los hombres] se atreven a jactarse de sus atroces triunfos?».
Refiriéndose al papel político que pueden desempeñar las mujeres, Holbach es abierto pero vago: «Platón llama a las mujeres al gobierno estatal [...] pero quiere que su educación sea la misma que la de los hombres». El filósofo obviamente aprueba a Platón, pero no desarrolla el tema.
Siempre favorable a la libertad individual, Holbach critica la indisolubilidad del matrimonio, que «envenena la fuente de la felicidad de los ciudadanos». Conseguir que las personas que odian permanecer juntas hasta la muerte es una crueldad inspirada en el fanatismo religioso más absurdo.
D'Holbach conserva una visión bastante tradicional de la familia virtuosa, viviendo en fidelidad y ayuda mutua. Si no habla con claridad de una total igualdad cívica y política de las mujeres, el Barón está sin embargo, en su defensa de la educación y la libertad de elección de la mujer, muy distante de autores de su época, como Rousseau («La mujer está hecha para ceder al hombre y para soportar incluso su injusticia»).

## Muerte

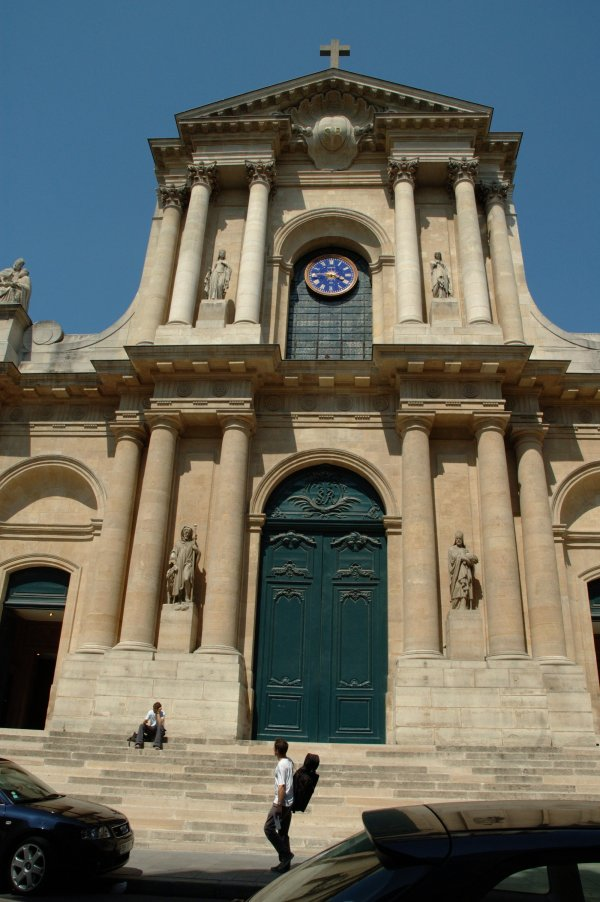
Iglesia de Saint-Roch, vista frontal de la iglesia, en la que tanto D'Holbach como su amigo Denis Diderot fueron enterrados.

Su muerte tuvo lugar poco antes de la Revolución francesa. D'Holbach fue enterrado el 21 de enero de 1789, en el osario detrás del altar de la iglesia de Saint-Roch, en París. Este osario fue saqueado en dos ocasiones, la primera durante la Revolución francesa, y la segunda durante la Comuna de París en 1871.

## D'Holbach y sus contemporáneos

### D'Holbach y Diderot
No está claro cuándo se conocieron por primera vez D'Holbach y Diderot, pero se sabe que ya en 1752 eran amigos. Ese año, se publicó el segundo volumen de la Encyclopédie, que contenía contribuciones de D'Holbach. Ambos estaban sustancialmente de acuerdo en las cuestiones relacionadas con el tema religioso y filosófico. También compartían intereses similares como disfrutar de grandes banquetes, realizar paseos por el campo, y coleccionar bellos grabados y pinturas.
Cuando se publicó la primera edición de Sistema de la naturaleza, muchos creían que Diderot había sido el autor del mismo. Basándose en el estilo de la escritura, Will y Ariel Durant han opinado que el libro no fue escrito por Diderot, aunque pudo haber elaborado un bucólico pasaje dedicado a la naturaleza al final del libro.

### D'Holbach y Rousseau
Entre los asistentes a los banquetes ofrecidos por D'Holbach figuraba Jean-Jacques Rousseau. Rousseau dejó de acudir al salón durante un tiempo tras un incidente ocurrido en febrero de 1754. Diderot había organizado que un conocido suyo, el Abbé Petit, leyera en el salón de D'Holbach una tragedia compuesta por el religioso. Cuando el Abbé presentó su obra ante el resto de asistentes, lo precedió con la lectura de su tratado en composición teatral, que los asistentes al salón consideraron tan absurdo que no podían evitar estar divertidos. Los allí presentes (Diderot, Marmontel, Grimm, Saint-Lambert y otros, felicitaron de forma efusiva al Abbé, lo que le alegró enormemente. D'Holbach posteriormente narró lo ocurrido:

Confesaré que, medio en broma medio en serio, yo mismo engañé al propio cura. Jean-Jacques no había dicho una sola palabra, no se había reído por un instante, ni se había movido de su sillón. De repente se levantó como un loco y, saltando como un resorte hacia el cura, tomó su manuscrito, lo tiró al suelo, y gritó al paralizado autor: «Su obra no tiene ningún valor, su disertación es absurda, y estos caballeros se están riendo de usted. Salga de aquí, y vuelva a sus labores en la villa». El religioso entonces se levantó, no menos furioso, escupiendo toda clase de insultos imaginables hacia su demasiado sincero consejero, y de los insultos hubiera pasado a los golpes o al trágico asesinato si no les hubiéramos separado. Rousseau abandonó el lugar con un gran enfado, que yo pensé sería temporal, pero que no ha cesado y que no ha hecho otra cosa que aumentar desde entonces.

Posteriormente, en 1754, cuando Rousseau se enteró del fallecimiento de Madame d'Holbach, Rousseau escribió una carta de condolencia a D'Holbach, y la amistad entre ambos se recuperó. Durante tres años más, Rousseau frecuentaría el salón de D'Holbach.
D'Holbach posteriormente organizó, junto a Grimm y Diderot, para que se pagara una anualidad de 400 libras a la concubina de Rousseau, Thérèse Levasseur, y su madre, pidiendo que no revelaran esto a Rousseau por miedo de herir su orgullo. Cuando Rousseau finalmente se enteró, enfureció con sus amigos por humillarle, lo que empeoró su relación y lo apartaría definitivamente del grupo de D'Holbach y Diderot.

## Aprecio e influencia
La filosofía de D'Holbach influyó en Jean-Paul Marat, Georges Danton y Camille Desmoulins. De acuerdo con Émile Faguet: «D'Holbach, más que Voltaire, más que Diderot, es el padre de toda la filosofía y todas las polémicas antirreligiosas de finales del siglo XVIII y principios del siglo XIX». Según Marmontel, D'Holbach «había leído todo y nunca olvidaba cualquier cosa de interés». La obra de Holbach fue una de las principales influencias respecto a los planteamientos del Marqués de Sade sobre su filosofía y ateísmo.
Durante el Directorio francés, un libro de D'Holbach circuló entre todos los jefes de departamento en un intento de refrenar el regreso religioso. En Reino Unido, las posturas de D'Holbach influyeron a Joseph Priestley, William Godwin y Percy Bysshe Shelley. En Alemania, a Immanuel Kant. También se especula con que las posturas de D'Holbach influyeron sobre el materialismo histórico de Karl Marx.

## Libros publicados
- Lettre à une dame d'un certain âge (París, 1752)
- Le christianisme dévoilé, ou Examen des principes et des effets de la religion chrétienne (Nancy, 1761)
- La Contagion sacrée, ou Histoire naturelle de la superstition (Londres, 1768)
- Lettres à Eugénie, ou Préservatif contre les préjugés (1768)
- Théologie Portative, ou Dictionnaire abrégé de la religion chrétienne (1768)
- Essai sur les préjugés, ou De l'influence des opinions sur les mœurs & le bonheur des hommes (1770)
- Système de la nature ou des loix du monde physique & du monde moral (1770)
- Histoire critique de Jésus-Christ, ou Analyse raisonnée des évangiles (1770)
- Tableau des Saints, ou Examen de l'esprit, de la conduite, des maximes & du mérite des personnages que le christiannisme révère & propose pour modèles (1770)
- Le Bon Sens, ou Idées naturelles opposées aux idées surnaturelles (Londres, 1772)
- Politique Naturelle, ou Discours sur les vrais principes du Gouvernement (1773)
- Système Social, ou Principes naturels de la morale et de la Politique, avec un examen de l'influence du gouvernement sur les mœurs (1773)
- Ethocratie, ou Le gouvernement fondé sur la morale (Ámsterdam, 1776)
- La Morale Universelle, ou Les devoirs de l'homme fondés sur la Nature (1776)
- Eléments de morale universelle, ou Catéchisme de la Nature (1790)
- Essai sur l'art de ramper, à l'usage des courtisans, facétie philosophique tirée des manuscrits de feu M. le baron d'Holbach et insérée dans la Correspondance de Grimm (décembre 1790) (París, 1790).

### Traducciones
- Sistema de la naturaleza (edición corregida y anotada de Denis Diderot; con un estudio sobre Holbach de Jorge V. Plejánov). Buenos Aires: Lautaro, 1946
- Sistema de la naturaleza. Pamplona: Laetoli, 2009. ISBN 9788492422036
- El buen sentido. Ideas naturales contra ideas sobrenaturales. Pamplona: Laetoli, 2015. ISBN 9788492422869
- Teología de bolsillo. Breve diccionario de la religión cristiana. Pamplona: Laetoli, 2015. ISBN 9788492422838
- Etocracia. El gobierno fundado en la moral. Pamplona: Laetoli, 2012. ISBN 9788492422579
- El cristianismo al descubierto. Pamplona: Laetoli, 2008. ISBN 9788492422029
- Cartas a Eugenia. Preservativo contra los prejuicios. Pamplona: Laetoli, 2011. ISBN 9788492422272
- Historia crítica de Jesucristo. Análisis razonado de los evangelios. Pamplona: Laetoli, 2014. ISBN 9786492422661
- Historia crítica de Jesucristo. Buenos Aires: El Cuenco de Plata, 2016. ISBN 9789871772537
- El arte de trepar a la usanza de los cortesanos y otros ensayos. Barcelona: SD Edicions, 2013. ISBN 978-84-92607-97-6.
- Política natural o Discurso sobre los verdaderos principios del gobierno. Oviedo: Krk Ediciones, 2023. ISBN 978-84-8367-781-0

### Español
- Blom, Philipp. Gente peligrosa. El radicalismo olvidado de la Ilustración europea. Anagrama, Barcelona, 2012
- Onfray, Michel: Los ultras de las Luces. Contrahistoria de la filosofía, IV. Anagrama, Barcelona, 2010.

### Francés
- René Hubert, D'Holbach et ses amis (París: André Delpeuch, 1928)
- Paul Naville, D'Holbach et la philosophie scientifique au XVIIIe siècle (ed rev., París, 1967)
- J. Vercruysse, Bibliographie descriptive des écrits du baron d'Holbach (París, 1971)
- A. Sandrier, Le style philosophique du baron d'Holbach, Honoré Champion (París, 2004).

### Alemán
- Blom, Philipp (2011). Böse Philosophen: Ein Salon in Paris und das vergessene Erbe der Aufklärung (en alemán). Hanser, München. ISBN 978-3-446-23648-6.

### Inglés
- Mark Curran, Atheism, Religion and Enlightenment in pre-Revolutionary Europe (Royal Historical Society, 2012)
- Jonathan Israel, A Revolution of the Mind: Radical Enlightenment and the Intellectual Origins of Modern Democracy (Princeton University Press, 2010)
- David Holohan (traductor), Christianity Unveiled by Baron d'Holbach: A Controversy in Documents (Hodgson Press, 2008)
- Max Pearson Cushing, Baron d'Holbach: a study of eighteenth-century radicalism in France (Nueva York, 1914)
- Alan Charles Kors, D'Holbach's Coterie: An Enlightenment in Paris (Princeton University Press, 1976)
- Alan Charles Kors, «The Atheism of D'Holbach and Naigeon», en Atheism from the Reformation to the Enlightenment (Oxford: Clarendon Press, 1992)
- John Lough, «Helvétius and d'Holbach», en Modern Language Review, vol. 33, n.º 3 (jul. de 1938)
- T. C. Newland, «D'Holbach, Religion, and the Encyclopédie», en Modern Language Review, vol. 69, n.º 3 (jul. de 1974), pp. 523–533
- Virgil W. Topazio, D'Holbach's Moral Philosophy: Its Background and Development (Ginebra: Institut et Musée Voltaire, 1956)
- Everett C. Ladd, Jr., «Helvétius and d'Holbach», en Journal of the History of Ideas (1962) 23(2): 221-238
- Virgil V. Topazio, «Diderot's Supposed Contribution to D'Holbach's Works», en Publications of the Modern Language Association of America, LXIX, 1, 1954, pp. 173–188
- S. G. Tallentyre (pseud. de Evelyn Beatrice Hall), The Friends of Voltaire (1907)
- W. H. Wickwar, Baron d'Holbach: A Prelude to the French Revolution (1935)
- G. V. Plekhanov, Essays in the History of Materialism (trad. de 1934)
- John Lough, Essays on the Encyclopédie of Diderot and D'Alembert (Londres: Oxford University Press, 1968).